# Vlastimil Ciesar
Vlastimil Ciesar (* 12. listopadu 1973, Třinec) je český evangelický duchovní, publicista a popularizátor lokálních dějin na Těšínsku. Je činný v duchovenské službě Slezské církve evangelické a. v.
Po absolvování Evangelické bohoslovecké fakulty Univerzity Komenského v Bratislavě byl roku 1997 ordinován. V letech 1997–2020 působil ve Farním sboru SCEAV v Třinci-Gutech a následně v Komorní Lhotce.
Od roku 2019 působí jako místopředseda představenstva Historické společnosti HEREDITAS, z. s. Pořádá popularizační dějepisné přednášky pro veřejnost (např. ve spolupráci s Knihovnou Třinec, p. o.).
Je ženatý a má čtyři děti - Kláru, Vojtěcha, Elišku a Františka.

## Publikační činnost (výběr)
- 150 let zděné budovy někdejší evangelické školy v Gutech. Těšínsko, 2018 (roč. 61), č. 1, s. 113-117.
- 120 let evangelického kostela v Třinci. Třinecký Hutník, 2019 (roč. 71), č. 27, s. 9.
- Vesnice Lyžbice za první republiky. Třinecký Hutník, 2019 (roč. 71), č. 50 s. 9; 2020 (roč. 72), č. 1, s. 9.

### On-line odkazy
- Osobní profil na webu SCEAV